# Gương mặt trời

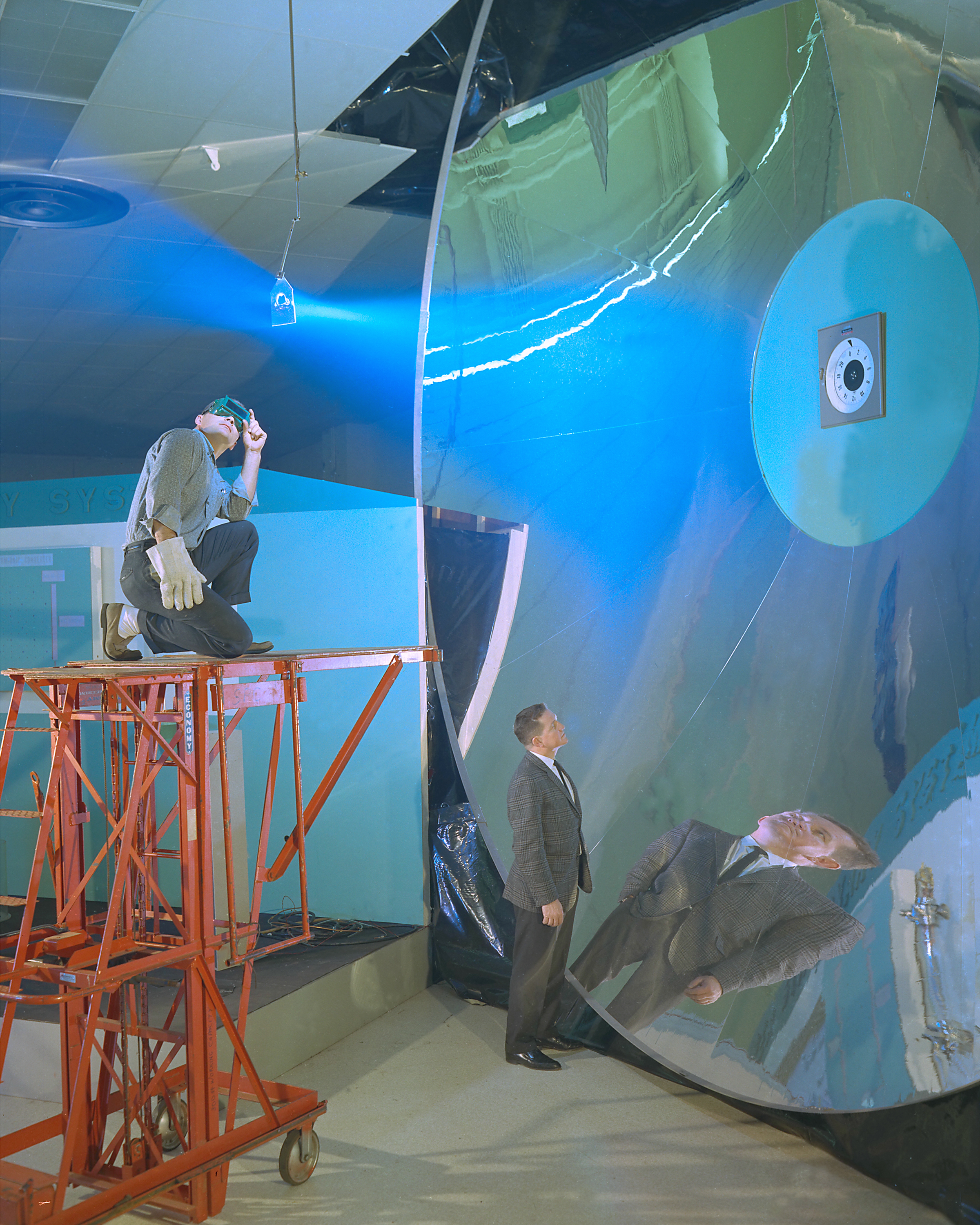
Một chiếc gương mặt trời trong Phòng thí nghiệm thu năng lượng mặt trời tại Trung tâm nghiên cứu Lewis, tháng 11 năm 1966

Gương mặt trời chứa một chất nền với một lớp phản chiếu để phản chiếu năng lượng mặt trời, và trong hầu hết các trường hợp là một lớp giao thoa. Đây có thể là một gương phẳng hoặc các mảng parabol của gương mặt trời được sử dụng để đạt được hệ số phản xạ tập trung đáng kể cho các hệ thống năng lượng mặt trời.

## Thành phần

### Chất nền thủy tinh hoặc kim loại
Chất nền là lớp cơ học giữ gương theo hình dạng.
Thủy tinh cũng có thể được sử dụng như một lớp bảo vệ để bảo vệ các lớp khác khỏi bị mài mòn và ăn mòn. Mặc dù thủy tinh dễ vỡ, nhưng nó là vật liệu tốt cho việc này, vì nó có độ trong suốt cao (tổn thất quang học thấp), chịu được tia cực tím (UV), khá cứng (chống mài mòn), trơ về mặt hóa học và khá dễ lau chùi. Chất nền bao gồm một kính nổi với các đặc tính truyền quang cao trong phạm vi tia nhìn thấy và tia hồng ngoại, và đạt cấu hình để truyền ánh sáng nhìn thấy và bức xạ hồng ngoại. Bề mặt trên cùng, được gọi là "bề mặt thứ nhất", sẽ phản ánh một phần năng lượng mặt trời tới, do hệ số phản xạ gây ra bởi chiết suất của nó cao hơn không khí. Hầu hết năng lượng mặt trời được truyền qua chất nền thủy tinh đến các lớp dưới của gương, có thể có một số sự khúc xạ, tùy thuộc vào góc tới khi ánh sáng đi vào gương.
Chất nền kim loại ("Gương phản chiếu kim loại") cũng có thể được sử dụng trong gương phản xạ mặt trời. Chẳng hạn, Trung tâm nghiên cứu Glenn của NASA đã sử dụng một chiếc gương bao gồm bề mặt nhôm phản chiếu trên tổ ong kim loại làm đơn vị phản xạ nguyên mẫu cho hệ thống điện được đề xuất cho Trạm vũ trụ quốc tế. Một công nghệ sử dụng tấm phản xạ hỗn hợp nhôm, đạt độ phản xạ trên 93% và được phủ một lớp phủ đặc biệt để bảo vệ bề mặt. Phản xạ kim loại có một số lợi thế hơn so với phản xạ thủy tinh, vì chúng nhẹ và mạnh hơn thủy tinh và tương đối rẻ tiền. Khả năng giữ hình dạng parabol trong gương phản xạ là một lợi thế khác và thông thường các yêu cầu của khung con được giảm hơn 300%. Lớp phủ phản chiếu bề mặt trên cùng cho phép đạt hiệu suất cao hơn.

### Lớp phản quang
Lớp phản chiếu được thiết kế để phản ánh lượng năng lượng mặt trời tối đa chiếu trên nó, trở lại qua chất nền thủy tinh. Lớp này bao gồm một màng kim loại mỏng có độ phản chiếu cao, thường là bạc hoặc nhôm, nhưng đôi khi là các kim loại khác. Do nhạy cảm với sự mài mòn và ăn mòn, lớp kim loại thường được bảo vệ bởi lớp nền (thủy tinh) ở trên và dưới cùng có thể được phủ một lớp bảo vệ, chẳng hạn như lớp đồng và vecni.
Mặc dù sử dụng nhôm trong gương chung, nhôm không phải lúc nào cũng được sử dụng làm lớp phản chiếu cho gương mặt trời. Việc sử dụng bạc làm lớp phản chiếu được khẳng định sẽ dẫn đến mức hiệu suất cao hơn, bởi vì đây là kim loại phản chiếu nhiều nhất. Điều này là do yếu tố phản xạ của nhôm trong vùng UV của quang phổ.  Định vị lớp nhôm trên bề mặt đầu tiên làm cho nó bị phong hóa, làm giảm khả năng chống ăn mòn của gương và khiến nó dễ bị mài mòn hơn. Thêm một lớp bảo vệ cho nhôm sẽ làm giảm độ phản xạ của nó. 

### Lớp giao thoa
Một lớp giao thoa có thể nằm trên bề mặt đầu tiên của chất nền thủy tinh. Nó có thể được sử dụng để điều chỉnh độ phản xạ. Nó cũng có thể được thiết kế để phản xạ khuếch tán của bức xạ cực tím, ngăn nó đi qua chất nền thủy tinh. Điều này làm tăng đáng kể sự phản xạ tổng thể của bức xạ cực tím từ gương. Lớp giao thoa có thể được làm bằng nhiều vật liệu, tùy thuộc vào chiết suất mong muốn, chẳng hạn như titan dioxide.